# Саарелайнен, Пекка
Пе́кка Ю́хани Саарела́йнен (фин. Pekka Juhani Saarelainen; род. 17 марта 1967, Хельсинки) — финский кёрлингист, запасной в команде Финляндии на зимних Олимпийских играх 2002 года.
В составе мужской команды Финляндии участник зимних Олимпийских игр 2002 года (заняли пятое место); участник чемпионата мира 2001 (заняли пятое место), четырёх чемпионатов Европы (лучший результат — чемпионы в 2000). Двукратный чемпион Финляндии среди мужчин.
Играл в основном на позициях третьего и второго.

## Достижения
- Чемпионат Европы по кёрлингу: золото (2000); бронза (2001).
- Чемпионат Финляндии по кёрлингу среди мужчин: золото (1993, 2002), серебро (1999, 2004).

## Команды
| Сезон   | Четвёртый              | Третий               | Второй            | Первый            | Запасной          | Тренер             | Турниры                                 |
| ------- | ---------------------- | -------------------- | ----------------- | ----------------- | ----------------- | ------------------ | --------------------------------------- |
| 1992—93 | Яри Лаукканен          | Пекка Саарелайнен    | Marko Latvala     | Tommi Vahvelainen |                   |                    | ЧФМ 1993                                |
| 1993—94 | Яри Лаукканен          | Петри Тсутсунен      | Пекка Саарелайнен | Marko Latvala     | Tommi Valvelainen |                    | ЧЕ 1993 (9 место)                       |
| 1994—95 | Томи Рантамяки         | Юсси Уусипаавалниеми | Jussi Heinonsalo  | Markku Henttonen  | Пекка Саарелайнен | Андерс Тидхольм    | ЧЕ 1994 (9 место)                       |
| 1998—99 | Пекка Саарелайнен      | ?                    | ?                 | ?                 |                   |                    | ЧФМ 1999                                |
| 1999—00 | Пекка Саарелайнен      | ?                    | ?                 | ?                 |                   |                    | ЧФМ 2000 (4 место)                      |
| 2000—01 | Маркку Уусипаавалниеми | Вилле Мякеля         | Томми Хяти        | Яри Лаукканен     | Пекка Саарелайнен |                    | ЧЕ 2000 · ЧМ 2001 (5 место)             |
| 2001—02 | Маркку Уусипаавалниеми | Вилле Мякеля         | Томми Хяти        | Яри Лаукканен     | Пекка Саарелайнен | Ken Armstrong (ЧЕ) | ЧЕ 2001 · ЧФМ 2002 · ЗОИ 2002 (5 место) |
| 2003—04 | Вилле Мякеля           | Пекка Саарелайнен    | ?                 | ?                 |                   |                    | ЧФМ 2004                                |
| 2004—05 | Вилле Мякеля           | Яри Лаукканен        | Пекка Саарелайнен | Томми Хяти        | Riku Raunio       |                    | ЧФМ 2005 (5 место)                      |

(скипы выделены полужирным шрифтом)